# Амельчаков Юрій Юрійович
Ю́рій Ю́рійович Амельчаков (2 липня 1975, Житомир, УРСР — 31 липня 2014, Маринівка, Шахтарський район, Донецька область, Україна) — український військовослужбовець, старший лейтенант ЗСУ, учасник російсько-української війни.

## Життєпис
Народився 1975 року в місті Житомир. Закінчив житомирську ЗОШ № 21; по тому — Санкт-Петербурзьке зенітно-ракетне училище.
У часі війни — старший лейтенант 30-ї бригади. Увечері 30 липня 2014 група солдатів 30-ї окремої механізованої бригади на двох бронемашинах МТЛБ збилася з дороги та заїхала в розташування супротивника поміж селами Степанівка та Дмитрівка (Шахтарський район Донецької області). Одну машину ворог знищив вогнем, а другу захопив.
Під час обстрілу, за словами вцілілих військовослужбовців, загинули солдати Шанюк Петро та Лук'янчук Богдан. Юрій Амельчаков дістав важкі поранення та зміг відповзти у поле, добу йому дзвонили хлопці з передової (зі взводу Юрія) та просили в командирів піти на пошуки. Але ні командир бригади, ні командир батальйону не дозволили. Через відсутність орієнтирів знайти його не вдалося, помер від поранень. До полону тоді потрапили Олександр Луцкенко, Микола Ковбасюк, Загладько.
Останній дзвінок до Юрія був о 4-й годині ранку 31 липня. Він уже хрипів та ледь говорив. За словами побратимів, дав зрозуміти, що їх залишили помирати[джерело?].
Героя випадково знайшли тільки наприкінці 2014 р. та доставили до моргу м. Шахтарськ. 23 грудня 2014 р. тіло полеглого передали українській стороні, після чого почався майже 8-місячний процес ідентифікації.
Похований у Житомирі на Смолянському військовому кладовищі.
Без Юрія лишились батьки, дружина Ксенія Петрівна та двоє дітей — донька 2000 р.н. й молодший син 2012 р.н.

## Нагороди та вшанування
- Орден Богдана Хмельницького ІІІ ступеня (16.01.2016)[4]
- у жовтні 2016-го в Житомирі відкрито й освячено меморіальну дошку Юрію Амельчакову.[5]